# Districte de Niça
El Districte de Niça és un dels dos districtes del departament francès dels Alps Marítims, a la regió de Provença-Alps-Costa Blava. Té 33 cantons i 101 municipis. El cap del districte és la prefectura de Niça.

## Cantons
cantó de Bèusoleu - cantó de Brelh de Ròia - cantó de Còntes - cantó de L'Escarena - cantó de Guilherme - cantó de Lantosca - cantó de Levenç - cantó de Menton Est - cantó de Menton Oest - cantó de Niça-1 - cantó de Niça-2 - cantó de Niça-3 - cantó de Niça-4 - cantó de Niça-5 - cantó de Niça-6 - cantó de Niça-7 - cantó de Niça-8 - cantó de Niça-9 - cantó de Niça-10 - cantó de Niça-11 - cantó de Niça-12 - cantó de Niça-13 - cantó de Niça-14 - cantó de Lo Puget Tenier - cantó de Ròcabilhiera - cantó de Roquesteron - cantó de Sant Estève de Tinèa - cantó de Sant Martin de Vesúbia - cantó de Sant Salvaur de Tinèa - cantó de Sospèl - cantó de Tenda - cantó de Vilar de Var - cantó de Vilafranca de Mar